# Альетти, Альфредо
Альфредо Альетти (итал. Alfredo Aglietti; род. 16 сентября 1970, Сан-Джованни-Вальдарно, Тоскана) — итальянский футболист и тренер.

## Карьера

### Футболист
В качестве футболиста выступал на позиции нападающего за ряд итальянских команд. Провёл два сезона в Серии А с «Наполи» и «Вероной» — за это время сыграл в элите 40 матчей и забил десять голов. В 1997 году вместе с неаполитанцами доходил до финала Кубка Италии.

### Тренер
Свою тренерскую карьеру Альетти начал в низших итальянских лигах. Затем он отработал один сезон с молодёжной командой «Сампдории», после чего в его услугах заинтересовались клубы из Серии B. В мае 2019 года специалист сменил Фабио Гроссо у руля «Эллас Вероны». За оставшиеся туры Альетти удалось забраться с командой на пятое место, дающее право на участие в плей-офф за получение третьей путевки в Серии А. В мини-турнире «Вероне» удалось одержать победу, победив в финале «Читтаделлу». Благодаря работе наставника команда пробилась в Серию А. Однако после окончания сезона руководство «Вероны» приняло решение расстаться с Альетти и пригласить на должность главного тренера хорвата Ивана Юрича. В 2020—2021 гг. специалист возглавлял «Кьево», но за этот срок ему не удалось вернуть «летающих ослов» в Серию А.
Летом 2021 года Альфредо Альетти был назначен на пост главного тренера «Реджины» вместо ушедшего в «Лечче» Марко Барони. В конце декабря 2022 года специалист возглавил «Брешиа», но на этом месте он продержался всего два матча — после долгих совещаний руководство клуба решило восстановить в должности предыдущего рулевого Пепа Клотета.

## Достижения
- Финалист Кубка Италии (1): 1996/97
- Чемпион Серии B (1): 1998/99